# Heterotrissocladius zierli
Heterotrissocladius zierli är en tvåvingeart som beskrevs av Dionys Rudolf Josef Stur och Wiedenbrug 2005. Heterotrissocladius zierli ingår i släktet Heterotrissocladius och familjen fjädermyggor.
Artens utbredningsområde är Tyskland. Inga underarter finns listade i Catalogue of Life.